# Palestine aux Jeux paralympiques d'été de 2024
La Palestine participe aux Jeux paralympiques de 2024 à Paris, en France du 28 août au 8 septembre 2024. 

## Nombre d’athlètes qualifiés par sport
Voici la liste des qualifiés et sélectionnés par sport :
| Sport      | Hommes | Femmes | Total |
| ---------- | ------ | ------ | ----- |
| Athlétisme | 1      | 0      | 1     |
| Total      | 1      | 0      | 1     |

### Athlétisme
Fadi Al-Deeb est un Gazaoui en fauteuil roulant, jouant notamment dans une équipe de basket fauteuil ; il a pratiqué également le lancer de disque et le tennis de table. Réfugié en France, il concourt au lancer de poids en catégorie F55. 
| Athlètes     | Épreuve             | Finale      | Finale |
| Athlètes     | Épreuve             | Performance | Rang   |
| ------------ | ------------------- | ----------- | ------ |
| Fadi Al-Deeb | Lancer du poids F55 | 8,81 m      | 10e    |